# Huevo de la Resurrección
El huevo de la Resurrección es un huevo de Pascua joya trasparente de cristal de roca, fabricado por Michael Perchin bajo la supervisión del joyero ruso Peter Carl Fabergé en algún momento antes de 1899. Considerado durante mucho tiempo como un huevo de Fabergé propiamente, se ha postulado que el huevo de la Resurrección es en realidad la sorpresa que falta en el huevo del Renacimiento.
El huevo contiene en su interior una figurita de Jesús resucitado de pie sobre su tumba, con dos ángeles arrodillados a los lados, y es el único huevo de Fabergé que hace referencia explícita a la historia pascual.

## Historia
El huevo de la Resurrección lleva la marca de Michael Perchin y marcas de punzón que indican que se fabricó en San Petersburgo antes de 1899.
Considerado durante mucho tiempo un huevo de Fabergé y reconocido como tal por los principales expertos de Fabergé, no lleva un número de inventario. Christopher Forbes ha postulado que el huevo de la Resurrección es en realidad la sorpresa que falta en el huevo del Renacimiento de 1894, ya que se ajusta perfectamente a la curvatura del interior del huevo del Renacimiento, y tiene en la base una decoración similar en esmalte y tonos que además presenta perlas, elemento que es mencionado en la factura del huevo del Renacimiento pero no presente en ese huevo.
El huevo de la Resurrección fue comprado en 1922 por un comerciante de arte de Londres y luego vendido en Christie's en 1934. Propiedad de Lord Grantchester, fue comprado en su patrimonio por los comerciantes de arte de la galería de Manhattan A La Vieille Russie. En 1978, A La Vieille Russie negoció una venta privada del huevo de la Resurrección y el primer huevo de gallina a la colección Forbes.
En 2004, se vendió como parte de la Colección Forbes a Víktor Vekselberg. Compró nueve huevos de Pascua imperiales, como parte de la colección, por casi 100 millones de dólares. El huevo ahora se encuentra en el Museo Fabergé de Vekselberg en San Petersburgo, Rusia .

## Descripción
Está realizado en oro amarillo, cristal de roca, diamantes talla brillante y rosetón, perlas, esmalte rojo, verde, blanco, azul y negro.
El huevo está sostenido por una peana de cuatro lóbulos en estilo neorrenacentista con arabescos de esmalte de colores y bandas de diamantes, cuatro perlas y ocho diamantes montados en la base. Una perla más grande forma parte del tallo del pie sobre el que descansa el huevo trasparente de cristal de roca, dividido verticalmente por una banda de oro con incrustaciones de diamantes. En su interior, sobre una base ovalada rodeada por una fina banda de ranuras esmaltadas alternativamente en blanco y rojo fresa traslúcido, alternadas con diamantes, se sitúa un grupo escultórico naturalista de oro esmaltado representando la Resurrección de Cristo.
Jesucristo de frente aparece de pie sobre la tumba, flanqueado por dos ángeles de perfil arrodillados. Las prendas son blancas, las alas lilas, la hierba y el suelo verde pálido y marrón con reflejos amarillos, los tonos de la puerta del sepulcro simulan el mármol, con una manija de color coral.

## Sorpresa
No hay sorpresa en este huevo, posiblemente porque es una sorpresa en sí mismo.